# Byvalki
 (juin 2020).
Byvalki (en russe : Бывалки), parfois aussi écrit Byvalka, Buvalki ou Byralki, est un village de Russie centrale. Il est situé dans l'oblast de Smolensk et le raïon d'Ielnia (ou Ielnya), à 54° 25' 23.7" (54.4233°) Nord de latitude, et 33° 36' 4.6" (33.6013°) Est de longitude. Son altitude est de 218 mètres. Le village est situé à 295 km au sud-ouest de Moscou, la capitale du pays.

## Histoire
{{..}}